# Patice procesoru

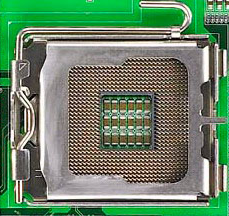
Socket typu LGA

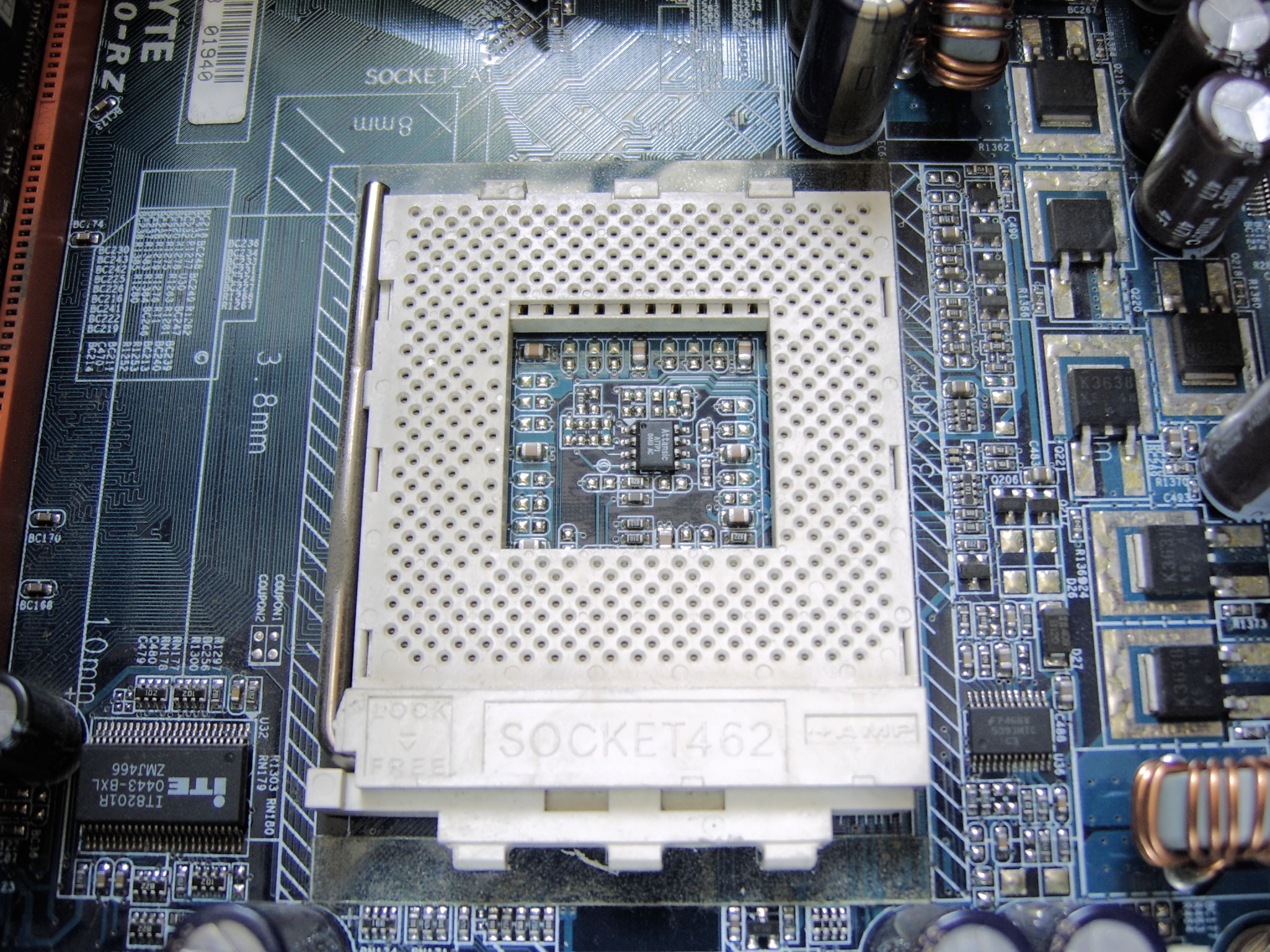
Socket A (také znám jako Socket 462)

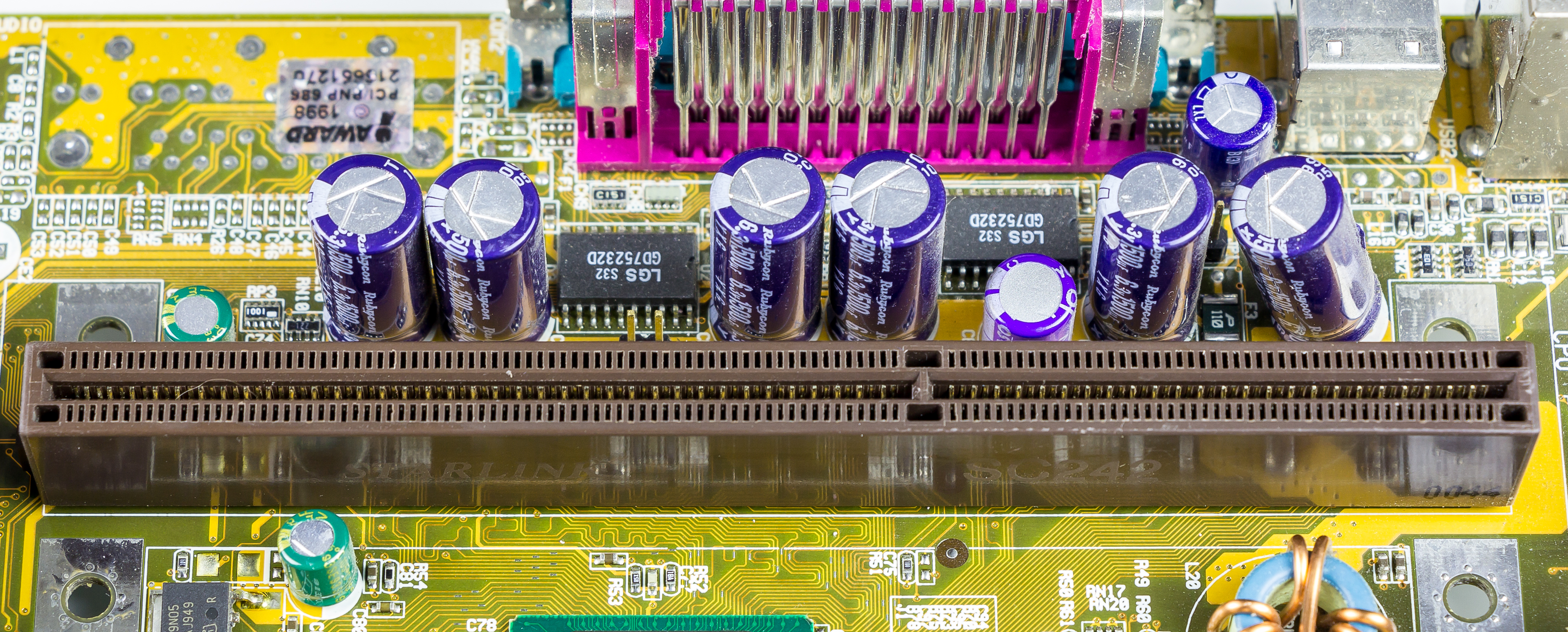
Slot 1 pro procesory Intel

Patice neboli Socket či Slot je konektor na základní desce určený pro připojení procesorů. V roce 2007 patřila většina procesorů serverových a desktopových počítačů k těm určeným do socketu, obzvlášť procesory architektury x86.
Většina dnešních patic jsou založeny na tzv. pin grid array (PGA) (krátké piny procesoru jsou uspořádány do čtvercového pole tak, aby souhlasily s otvory v patici).
Od roku 2007 se zvyšuje popularita tzv. land grid array (LGA). Zde se pracuje s dotykem kontaktních plošek.
V pozdních 90. letech se využívaly častěji sloty než sockety. Procesorové sloty jsou podobné klasickým rozšiřujícím kartám, tzn. podlouhlá deska s plošnými spoji. Tyto sloty ostatně připomínají vzhledem například AGP. Řešení se sloty mělo některé výhody, umožňovalo doinstalovaní další L2 Cache na desku slotu a často bývala instalace slotu jednodušší než v případě socketu. Nicméně slot vyžaduje delší trasu od čipsetu k procesoru a to znemožňuje použití s procesory o vyšších taktech. S příchodem Socketu A a Socketu 370 byly sloty definitivně zapomenuty.

## Seznam patic a slotů
Patice často v názvu obsahuje třímístné číslo, které udává počet pinů procesoru či patice.

### Patice kompatibilní, pro procesory Intel, AMD i jiných výrobců
- DIP socket (40 kontaktů) – Intel 8086, Intel 8088
- PLCC socket (68 kontaktů) – Intel 80186[1][2]
- PLCC socket – Intel 80286
- PLCC socket – Intel 80386
- Socket 1 – 80486
- Socket 2 – 80486
- Socket 3 – 80486 (3,3 V a 5 V) a kompatibilní
- Socket 4 – Intel Pentium 60/66 MHz
- Socket 5 – Intel Pentium 75–133 MHz; AMD K5; IDT WinChip C6, WinChip 2
- Socket 6 – Navržen pro 80486, nicméně příliš se nepoužíval.
- Socket 7 – Intel Pentium, Pentium MMX; AMD K6; některé procesory Cyrix
- Socket 8 – Intel Pentium PRO, Pentium II OverDrive

### Patice pro procesory AMD

#### Desktop
- Super Socket 7 – AMD K6-2, AMD K6-III; Rise mP6.
- Slot A – AMD Athlon
- Socket A (také znám jako „Socket 462“) – Používalo AMD Athlon, Duron, Athlon XP, Athlon XP-M, Athlon MP, Sempron a procesory Geode (PGA 462 kontaktů).
- Socket 754 – Socket AMD pro jednoprocesorové systémy podporující jednokanálovou DDR-SDRAM. Podporuje AMD Athlon 64, Sempron, Turion 64 procesory (PGA 754 kontaktů).
- Socket 939 – Socket AMD pro jednoprocesorové systémy podporující dvoukanálovou DDR-SDRAM. Podporuje Athlon 64, Athlon 64 FX do 1 GHz,[3] Athlon 64 X2 do 4800+, Opteron (PGA 939 kontaktů). Nahrazen Socketem AM2 krátce po dvou letech po uvedení.
- Socket AM2 – Socket AMD pro jednoprocesorové systémy podporující jednokanálovou DD2-SDRAM. Nahrazuje Socket 754 a Socket 939[3] (PGA 940 kontaktů, není totožný se Socketem 940 pro serverové procesory). Podporuje procesory Athlon 64, Athlon 64 X2, Athlon 64 FX, Opteron a Phenom.
- Socket AM2+ – Jednoprocesorové systémy s podporou DDR2 a HyperTransport 3. Nahrazuje Socket AM2 (PGA 940 kontaktů, elektronicky kompatibilní se Socketem AM2). Podporuje procesory Athlon 64, Athlon 64 X2, Athlon 64 FX, Opteron a Phenom.
- Socket AM3 – Pro jednoprocesorové systémy s podporou DDR3 a HyperTransport 3. Nahrazuje Socket AM2+ s podporou DDR3-SDRAM (PGA 940 kontaktů). Procesory určené pro Socket AM3 lze použít i v paticích AM2+ (ne obráceně!).
- Socket AM3+
- Socket FM1
- Socket FM2
- Socket FM3
- Socket AM4 – Pro procesory AMD Ryzen 3, 5, 7, 9.
- Socket TR4 – Pro procesory AMD Ryzen Threadripper.
- Socket AM5 – Pro procesory AMD Ryzen 7000.

#### Mobilní zařízení
- Socket 563 – AMD pro Athlon XP-M s nízkou spotřebou (µ-PGA 563 kontaktů, většinou mobilní části).
- Socket 754
- Socket S1 – AMD socket pro mobilní platformy podporující DDR2-SDRAM. Nahrazuje Socket 754 pro mobilní procesory (PGA 638 kontaktů).
- Socket FS1 – Budoucí fúzní procesory pro notebooky s CPU a GPU funkcionalitou (kódové jméno Swift), podporuje DDR3 SDRAM, vydání naplánováno na rok 2009.

#### Servery
- Socket 940 – jedno a více procesorové systémy podporující DDR-SDRAM. Pro procesory AMD Opteron[3] (série 2xx a 8xx), Athlon 64 FX procesory (PGA 940 kontaktů).
- Socket A
- Socket F (také znám jako „Socket 1207“) – víceprocesorový socket AMD podporující DDR2-SDRAM. Podporuje procesory AMD Opteron[3](série 2xxx a 8xxx) a procesory Athlon 64 FX. Nahrazuje Socket 940 (LGA 1207 kontaktů) a částečně kompatibilní se socketem F+.
- Socket F+ – budoucí víceprocesorový socket AMD podporující rychlejší HyperTransport až do 2.6 GHz. Nahradí Socket F, ale procesory pro socket F zůstanou podporovány pro zachování zpětné kompatibility.
- Budoucí procesor s kódovým jménem Fusion bude určen pro Socket FS1 a další dva sockety.
- Socket G3 – nástupce socketu F+, párován s Socket G3 Memory Extender pro zvýšení paměti serverů.

### Patice pro procesory Intel

#### Desktop
- Slot 1 – Intel Celeron, Pentium II, Pentium III
- Socket 370 – Intel Pentium III, Celeron; Cyrix III; VIA C3
- Socket 423 – Intel Pentium 4[4] a procesory Celeron s jádrem Willamette.
- Socket 478 – Intel Pentium 4, Celeron, Celeron D, Pentium 4 Extreme Edition,[4] Pentium M
- Socket N (jádra Northwood, Prescott a Willamette)
- Socket B (LGA 1366[5]) – Nový socket pro budoucí procesory Intelu integrující paměťový řadič a Intel QuickPath Interconnect.
- Socket 775 (též Socket T nebo LGA 775) – Intel Pentium 4, Pentium D, Celeron D, Pentium Extreme Edition, Core 2 Duo, Core 2 Extreme, Celeron,[4] Xeon 3000, Core 2 Quad (jádra Northwood, Prescott, Conroe, Kentsfield a Cedar Mill)
- Socket 1156 (též Socket H1 nebo LGA 1156) – Náhrada pro Socket T (LGA 775), bez integrovaného paměťového řadiče a novějšího point-to-point propojení procesoru.
- Socket 1155 (též Socket H2 nebo LGA 1155) – Jedna z nejpoužívanějších procesorových patic. Tato patice je náhradou za Socket H (LGA 1156). Navíc procesory s tímto socketem mají již u vybraných chipsetů podporu USB 3.0 (Z75, Z77, H77, Q75, Q77 a B75).
- Socket 1150 (též Socket H3 nebo LGA 1150) – Patice s podporou procesorů Haswell a Haswell Refresh, které vyšly v roce 2014, a s podporou desktopových procesorů Broadwell.
- Socket 1151 (též LGA 1151) – Patice vytvořená pro procesory Skylake; podporuje také procesory Kaby Lake a Coffee Lake.[6]
- Socket 1200 (též LGA 1200)-LGA 1200 je patice kompatibilní s mikroprocesory Intel pro stolní počítače Comet Lake a Rocket Lake, která byla vydána ve 2. čtvrtletí 2020. LGA 1200 je navržen jako náhrada za LGA 1151. LGA 1200 je držák pozemní mřížky s 1200 vyčnívajícími kolíky pro kontakt s podložkami na procesoru.

#### Mobilní zařízení
- Socket 479 – Intel Pentium M a Celeron M (jádra Banias a Dothan)
- Socket 495 – také znám jako PPGA-B495, používán pro Mobile P3 Coppermine a Celerony[7]
- Socket M – Intel Core Solo, Intel Core Duo a Intel Core 2 Duo
- Micro-FCBGA – Intel Mobile Celeron, Core 2 Duo (mobile), Core Duo, Core Solo, Celeron M, Pentium III (mobile)
- Socket P – náhrada za Socket 479 a Socket M. Vypuštěn v květnu 2007.

#### Servery
- Socket 8 – Intel Pentium Pro
- Slot 2 – Intel Pentium II Xeon, Pentium III Xeon
- Socket 603 – Intel Xeon (jádra Northwood a Willamette)
- Socket 604 – Intel Xeon
- PAC418 – Intel Itanium
- PAC611 – Intel Itanium 2, HP PA-RISC 8800 a 8900
- Socket J – (také znám jako Socket 771 nebo LGA 771) – Intel Xeon (jádro Woodcrest)
- Socket N – Intel Dual-Core Xeon LV

### Patice pro procesory jiných výrobců
- Socket 463 (také znám jako Socket NexGen) – NexGen Nx586
- Socket 499 – DEC Alpha 21164A
- Slot B – DEC Alpha 21264
- Slotkety – adaptéry pro použití socketových procesorů v deskách se slotem